# Rahel Dreyer

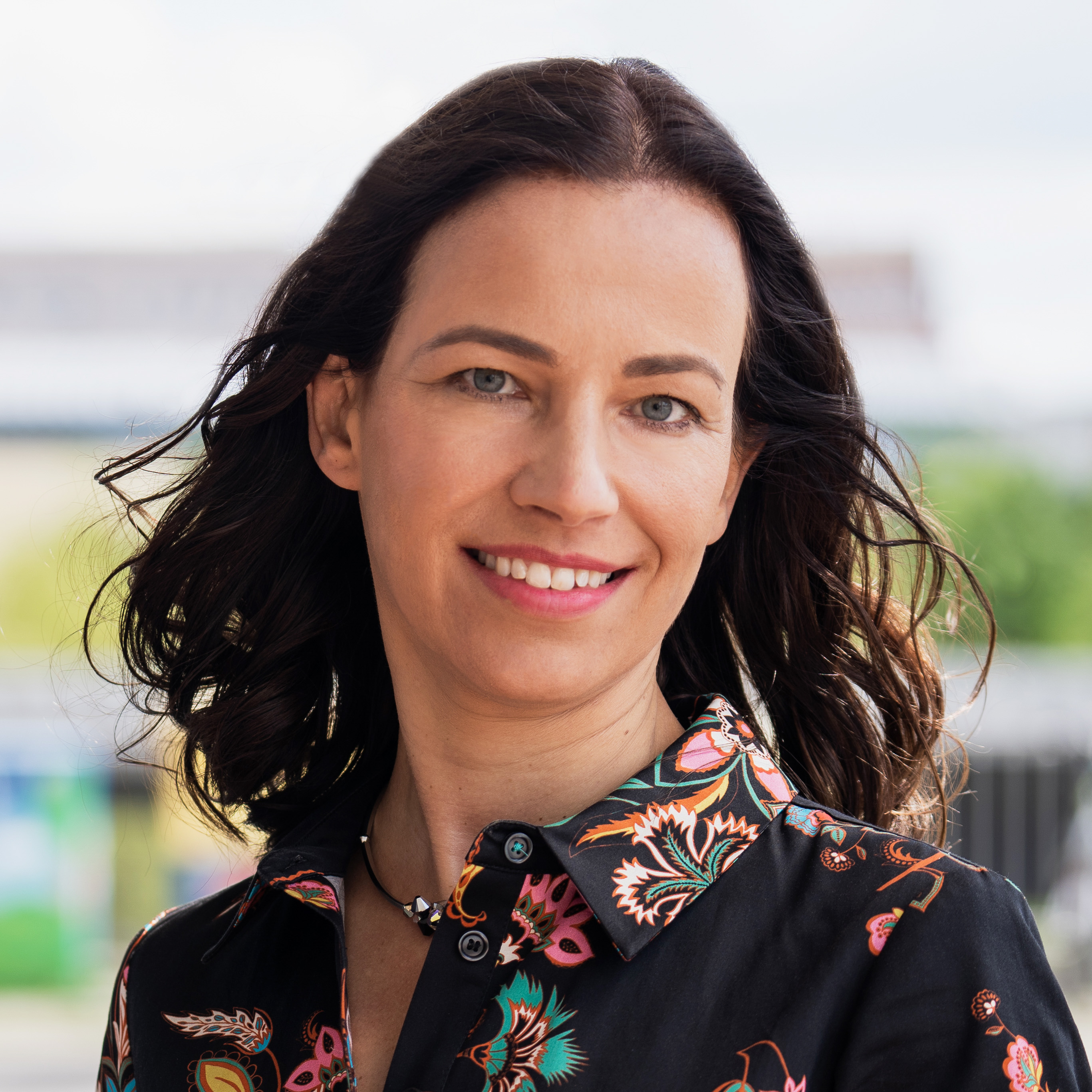
Rahel Dreyer (2021)

Rahel Dreyer (* 1978) ist eine deutsche Erziehungswissenschaftlerin mit dem Schwerpunkt Pädagogik der frühen Kindheit und Familienpädagogik. Sie lehrt als Professorin an der Alice Salomon Hochschule Berlin. Dreyer engagiert sich als Bildungsexpertin im Land Berlin, bundesweit und international.

## Werdegang
Rahel Dreyer studierte Erziehungswissenschaften mit dem Schwerpunkt Pädagogik der frühen Kindheit und Familienpädagogik, Psychologie und Soziologie an den Universitäten Bamberg, Paris und Köln. Anschließend arbeitete sie in der frühkindlichen Bildung und familienbezogenen Bildungsarbeit in Praxis, Lehre und Forschung.
Sie promovierte 2009 an der Universität zu Köln über frühkindliche Bildung, Betreuung und Erziehung und die Ausbildung des pädagogischen Personals in Deutschland und Frankreich.
2010 trat sie die Fröbel-Stiftungsprofessur der Alice Salomon Hochschule Berlin für Pädagogik und Entwicklungspsychologie der ersten Lebensjahre an. Sie leitet dort den Bachelorstudiengang Kindheitspädagogik berufsintegriert. Dreyer arbeitete in der wissenschaftlichen Expertenkommission zur Bildungsqualität in Berlin mit (Okt. bis Dez. 2019) und wurde im Dezember 2020 von Senatorin Scheeres als Expertin für Bildungswissenschaft/Frühe Bildung in den Beirat für die Umsetzung von Empfehlungen zur Steigerung der Qualität von Bildung und Unterricht in Berlin berufen. Die Wissenschaftlerin macht sich auch in den Medien stark, die frühkindliche Bildung in Deutschland zu verbessern. Im Februar 2024 war Rahel Dreyer im ZDF bei Markus Lanz, um über die "Kita-Krise" zu sprechen.

## Arbeitsschwerpunkte in Lehre und Forschung
- Entwicklung und Bildung im frühen Kindesalter
- Wahrnehmung und Förderung von Wohlbefinden von Krippenkindern
- Familienbezogene Bildungs- und Erziehungsarbeit
- Übergänge in frühpädagogische Bildungsinstitutionen
- Profession, Professionalität, Professionalisierung in der Pädagogik der Kindheit
- Frühpädagogik im internationalen Vergleich
- Bildungs-, Familien- und Sozialpolitik

## Mitgliedschaften
Dreyer ist stellvertretende Vorsitzende der Bundesarbeitsgemeinschaft Bildung und Erziehung in der Kindheit e. V. sowie Mitglied in der Sektion Sozialpädagogik und Pädagogik der frühen Kindheit und in der Sektion Interkulturelle und International Vergleichende Erziehungswissenschaft (SIIVE) der Deutschen Gesellschaft für Erziehungswissenschaft (DGfE).

## Persönliches
Rahel Dreyer ist seit 2002 mit Martin Dreyer verheiratet und hat zwei Kinder.

## Werke

### Bücher
- mit Stefan Sell: Kompetent für Kinder: Ausbildung der Erzieherinnen und Erzieher zwischen Fachschule und Akademisierung. Link DKV, Kronach 2007, ISBN 978-3-556-01037-2.
- International studies. (= Studienbuch ... zum Bildungs- und Sozialmanagement). Ibus-Verlag, Remagen 2008, ISBN 978-3-938724-31-6.
- Frühkindliche Bildung, Betreuung und Erziehung in Deutschland und Frankreich. Strukturen und Bedingungen, Bildungsverständnis und Ausbildung des pädagogischen Personals im Vergleich. (= EUB, Erziehung – Unterricht – Bildung. Band 147). Kovač, Hamburg 2010, ISBN 978-3-8300-4807-7.
- mit Claus Stieve und Caroline Worsley: Staatliche Anerkennung von Kindheitspädagoginnen und -pädagogen. Dokumentation der Einführung einer neuen Berufsbezeichnung in den deutschen Bundesländern. Studiengangstag Pädagogik der Kindheit, BAG-BEK e. V. 2014. (fbts.de)
- Eingewöhnung und Beziehungsaufbau in Krippe und Kita. Modelle und Rahmenbedingungen für einen gelungenen Start. Herder, Freiburg 2017, ISBN 978-3-451-32544-1.
- mit Gerd E. Schäfer, Matthias Kleinow und Julia M. Erber-Schropp: Bildung in der frühen Kindheit – Bildungsphilosophische, kognitionswissenschaftliche, sozial- und kulturwissenschaftliche Zugänge. Springer VS, Wiesbaden 2019, ISBN 978-3-658-25004-1.
- mit Kristin Stammer: WaBe. Wahrnehmung kindlicher Bedürfnisse. Wohlbefinden von Kindern im Alter von 1–3 Jahren einschätzen und reflektieren - Manual. Freiburg: Herder, ISBN 978-3-451-39430-0
- mit Kristin Stammer: WaBe. Wahrnehmung kindlicher Bedürfnisse: Wohlbefinden von Kindern im Alter von 1;0–3;0 Jahren einschätzen und reflektieren – 10 Beobachtungsbögen. Freiburg: Herder, ISBN 978-3-451-39490-4

### Artikel (Auswahl)
- mit W. Beudels und D. Braun: Zu Verstand kommen – Plädoyer für eine spielerisch-ästhetische Selbstbildung im frühen Kindesalter. In: A. Krus, R. Hammer (Hrsg.): Kleine Forscher – Große Entdecker. Psychomotorische Bewegungsförderung im Kleinkindalter. Verlag Aktionskreis Psychomotorik, Lemgo 2009, S. 139–165.
- Aspekte der Bildung von unter 3-jährigen Kindern. In: W. Beudels, N. Kleinz, S. Schönrade (Hrsg.): Bildungsbuch Kindergarten: Erziehen, Bilden und Fördern im Elementarbereich. Verlag modernes Lernen, Dortmund 2010, S. 275–280.
- Praxis fragt – Experten antworten. Können wir weiter offen arbeiten, wenn wir Kinder von null bis drei Jahren aufnehmen? In: Kindergarten heute. 5/2011, S. 39–41.
- Frühe Förderung und Bildungsbegleitung in Frankreich. In: L. Corell, J. Lepperhoff (Hrsg.): Frühe Bildung in der Familie. Perspektiven der Familienbildung. Publikation des Kompetenzteams Wissenschaft des BMFSFJ-Bundesprogramms „Elternchance ist Kinderchance“. Beltz Juventa, Weinheim/Basel 2013, ISBN 978-3-7799-2908-6, S. 196–208.
- Frühkindliche Bildung, Betreuung und Erziehung in Frankreich mit Blick auf Inklusion. In: C. Haude, S. Volk (Hrsg.): Diversity Education in der Ausbildung frühpädagogischer Fachkräfte – Inklusion als Herausforderung und Chance. Beltz Juventa, Weinheim/Basel 2015, S. 106–124.
- Konzeption und Konzeptionsentwicklung. In: P. Strehmel, D. Ulber (Hrsg.): Kitas leiten und entwickeln. Ein Lehrbuch zum Kita-Management. Kohlhammer, Stuttgart 2017, S. 55–64.
- mit S. Viernickel: Raumkonzepte und -nutzungspraktiken in der Kita: Zusammenhänge mit kindlichem Wohlbefinden und Verhalten. In: R. Glaser, H.-Ch. Koller, W. Thole, S. Krumme (Hrsg.): Räume für Bildung – Räume der Bildung. Beiträge zum 25. Kongress der Deutschen Gesellschaft für Erziehungswissenschaft. Barbara Budrich, Opladen/Berlin/Toronto 2018, S. 493–503.
- mit J. Boekhoff: Diskussion um Fachkräftegewinnung und Qualitätsentwicklung in Kitas. In: H. Lipowski (Hrsg.): ZUKUNFTS-Handbuch Kindertageseinrichtungen. Kindheit & Vielfalt. Ordner 2, 1.12. Walhalla, Regensburg 2018, S. 1–14.
- Staatlich anerkannte Kindheitspädagog_innen – ein neuer Beruf in Deutschland. Inhaltliche Ausrichtung und Struktur der aktuellen Bachelor-Studiengänge. In: S. Wahl (Hrsg.): Schritt für Schritt. Frühkindliche Erziehung in Frankreich und Deutschland. Dohrmann, Berlin 2018, S. 47–51.
- Beziehungsaufbau in Krippe und Kita. Welche Rahmenbedingungen brauchen wir dafür? In: Zeitschrift für Erziehung und Wissenschaft in Schleswig-Holstein. Nr. 12/2019, S. 5–8.
- Professionalisierung und Qualitätssicherung für die pädagogische Arbeit mit Kindern in den ersten drei Lebensjahren. In: L. Correl, J. Lepperhoff (Hrsg.): Teilhabe durch frühe Bildung. Strategien in Familienbildung und Kindertageseinrichtungen. Weinheim. Beltz Juventa, Weinheim/Basel 2019, S. 140–151.
- Scolariser, socialisier, faire apprendre et exercer. Zum Bildungsverständnis in der école maternelle in Frankreich. In: G. E. Schäfer, R. Dreyer, M. Kleinow, J. M. Erber-Schropp (Hrsg.): Bildung in der frühen Kindheit – Bildungsphilosophische, kognitionswissenschaftliche, sozial- und kulturwissenschaftliche Zugänge. Springer VS, Wiesbaden 2019, S. 183–200.
- Wie gut ist das "Gute-Kita-Gesetz"? Eine Bilanz aus Sicht der Wissenschaft. In: Welt des Kindes. Nr. 3/2020, S. 11–15.
- Der Übergang von der Familie in die Krippe. Modelle und Rahmenbedingungen für einen gelungenen Start. In: KrippenKinder. Nr. 4/2020, S. 14–17.
- Die kindheitspädagogische Perspektive fehlt. Professor_innen des Studiengangs Erziehung und Bildung in der Kindheit positionieren sich zum Lockdown von Kitas und Grundschulen in der Corona-Krise. In: Alice. Nr. 40, Wintersemester 2020/21, S. 32–33.